# Niall MacGinnis
Niall MacGinnis (Dublin, 29 de março de 1913 - Newport, 6 de janeiro de 1977) foi um médico cirurgião e ator irlandês.
Formado em medicina do Trinity College, durante a Segunda Guerra Mundial serviu como cirurgião médico na Marinha Real Britânica.
Sua carreira de ator iniciou-se antes da formatura no Trinity College, quando trabalhou no drama "Turn of the Tide", de 1935. Logo em seguida, atuou no filme de ação policial "The Crimson Circle", de 1936.
Trabalhou no cinema e na televisão em mais de 80 produções como em "The Hundred Pound Window", "Hamlet", "Anna Karenina", "Os Cavaleiros da Távola Redonda", "Martin Luther", "Betrayed", "Lust for Life", "Alexander the Great", "Helena de Troia", "Jason and the Argonauts", "Tarzan's Greatest Adventure", "The Spy Who Came in from the Cold", "Krakatoa, o Inferno de Java" ou "The Shoes of the Fisherman".
Na década de 1970, voltou a trabalhar como médico e suas últimas atuações como ator foram na televisão britânica: "Shades of Greene", seriado em que participou de um episódio em 1976, e no telefilme "Crisis in Sun Valley", de 1978.
Em 1977, faleceu devida a complicações de um câncer.